# Lijst van rijksmonumenten in Borssele
De plaats Borssele telt 24 inschrijvingen in het rijksmonumentenregister. Hieronder een overzicht.
| Object                                                                                                   | Oorspronkelijke functie?            | Bouwjaar             | Architect | Locatie               | Coördinaten?                  | Nr.?   | Afbeelding                                                                       |
| --- | ----------------------------------- | -------------------- | --------- | --------------------- | ----------------------------- | ------ | -------------------------------------------------------------------------------- |
| De Witte Pauw                                                                                            | Woonhuis                            | 1725                 |           | Korte Zuidweg 4       | 51° 25' 17" NB, 3° 46' 52" OL | 10011  | Meer afbeeldingen                                                                |
| Vliedberg                                                                                                | Archeologisch monument mottekasteel | 11e-12e eeuw         |           | Trenteweg (Coudorpe)  | 51° 24' 28" NB, 3° 47' 4" OL  | 45202  | Vliedberg                                                                        |
| Berg van Troje                                                                                           | Archeologisch monument mottekasteel | 11e-13e eeuw         |           | Monsterweg            | 51° 25' 34" NB, 3° 44' 18" OL | 45962  | Meer afbeeldingen                                                                |
| Terrein waarin overblijfselen van het kasteel van de "Heeren van Nisse"                                  | Archeologisch monument              | Middeleeuwen         |           | Dorpsplein 25 (Nisse) | 51° 27' 13" NB, 3° 51' 7" OL  | 45971  | Terrein waarin overblijfselen van het kasteel van de "Heeren van Nisse"          |
| Traditionele verdiepingloze woning met langsgevel op rechthoekige plattegrond onder een zadeldak         | Woonhuis                            | 1800-1850            |           | Ossenweg 6            | 51° 26' 7" NB, 3° 45' 7" OL   | 509126 | Upload foto                                                                      |
| Geheel bakstenen landbouwschuur op rechthoekige plattegrond onder een zadeldak                           | Boerderij                           | 1900-1915            |           | Ossenweg 6            | 51° 26' 7" NB, 3° 45' 7" OL   | 509127 | Upload foto                                                                      |
| Akkeet annex zomerhuis                                                                                   | Boerderij                           | 1800-1850            |           | Ossenweg 6            | 51° 26' 7" NB, 3° 45' 7" OL   | 509128 | Upload foto                                                                      |
| Verdiepingloze stal op rechthoekige plattegrond onder een zadeldak, evenwijdig naast de schuur geplaatst | Boerderij                           | 1800-1900            |           | Ossenweg 6            | 51° 26' 7" NB, 3° 45' 7" OL   | 509129 | Upload foto                                                                      |
| Boerderij met dwars woongedeelte onder pannen zadeldak tussen puntgevels                                 | Boerderij                           | 1840 (jaartalankers) |           | Borsselsedijk 10      | 51° 25' 44" NB, 3° 43' 24" OL | 9939   | Meer afbeeldingen                                                                |
| Hof Hollepolder                                                                                          | Boerderij                           |                      |           | Hollepoldersedijk 8   | 51° 25' 38" NB, 3° 47' 15" OL | 9941   | Meer afbeeldingen                                                                |
| Hof Monster                                                                                              | Boerderij                           | 1861                 |           | Kaaiweg 16            | 51° 25' 18" NB, 3° 45' 1" OL  | 9942   | Meer afbeeldingen                                                                |
| De Hoop en Verwachting                                                                                   | Industrie- en poldermolen           | 1714                 |           | Kaaiweg 18            | 51° 25' 18" NB, 3° 44' 56" OL | 9943   | Meer afbeeldingen                                                                |
| Hof Reijgersberg                                                                                         | Opslag                              | 18e-19e eeuw         |           | Kaaiweg 28            | 51° 25' 45" NB, 3° 44' 49" OL | 9944   | Meer afbeeldingen                                                                |
| Klein Monsterhoek                                                                                        | Boerderij                           | 1765                 |           | Monsterweg 60         | 51° 25' 31" NB, 3° 44' 43" OL | 9945   | Meer afbeeldingen                                                                |
| Huis met witgekalkte tuitgevel aan het plein                                                             | Woonhuis                            | 1639                 |           | Plein 1               | 51° 25' 26" NB, 3° 44' 5" OL  | 9947   | Meer afbeeldingen                                                                |
| L-vormig hoekpand, bepleisterd                                                                           | Woonhuis                            | 17e eeuw (kern)      |           | Plein 28              | 51° 25' 25" NB, 3° 44' 11" OL | 9948   | L-vormig hoekpand, bepleisterd                                                   |
| Dwarshuis met onregelmatig ingedeelde gepleisterde gevel aan het plein                                   | Woonhuis                            | 18e eeuw             |           | Plein 29              | 51° 25' 24" NB, 3° 44' 11" OL | 9949   | Dwarshuis met onregelmatig ingedeelde gepleisterde gevel aan het plein           |
| Pand met aan het dorpsplein tuitgevel en aansluitend een gedeelte met dwarsgevel                         | Woonhuis                            | 18e-19e eeuw         |           | Plein 30              | 51° 25' 24" NB, 3° 44' 11" OL | 9950   | Pand met aan het dorpsplein tuitgevel en aansluitend een gedeelte met dwarsgevel |
| Dwarspand, langs gevel met schuiframen met houten schuurtje                                              | Woonhuis                            |                      |           | Plein 31              | 51° 25' 24" NB, 3° 44' 11" OL | 9951   | Dwarspand, langs gevel met schuiframen met houten schuurtje                      |
| Dwarshuis, met 9-ruits schuifvensters met aansluitend schuurtje                                          | Woonhuis                            |                      |           | Plein 56              | 51° 25' 22" NB, 3° 44' 5" OL  | 9952   | Dwarshuis, met 9-ruits schuifvensters met aansluitend schuurtje                  |
| Dwarshuis met 12-ruits schuiframen in de gevel aan het plein                                             | Woonhuis                            | 18e eeuw (voordeur)  |           | Plein 58              | 51° 25' 23" NB, 3° 44' 5" OL  | 9953   | Meer afbeeldingen                                                                |
| Viskot                                                                                                   | Winkel                              | 19e eeuw             |           | Plein tegenover 1     | 51° 25' 26" NB, 3° 44' 7" OL  | 9954   | Viskot                                                                           |
| Woonhuis onder fors zadeldak                                                                             | Woonhuis                            | 1754 (jaartalankers) |           | Zuidsingel 16         | 51° 25' 19" NB, 3° 44' 7" OL  | 9955   | Meer afbeeldingen                                                                |

## Voormalige rijksmonumenten
| Object | Oorspronkelijke functie? | Bouwjaar            | Architect | Locatie       | Coördinaten?                  | Nr.? | Afbeelding |
| ------ | ------------------------ | ------------------- | --------- | ------------- | ----------------------------- | ---- | ---------- |
| Orgel  | Kerk en kerkonderdeel    | 1794, J. P. Schmidt |           | Oostsingel 14 | 51° 25' 28" NB, 3° 44' 15" OL | 9946 | Orgel      |